# Biltine (Txad)
Biltine (àrab: بلتن, Biltin) és una ciutat txadiana, capital de la regió de Wadi Fira (anteriorment de prefectura de Biltine). La ciutat està comunicada per l'aeroport de Biltine.
La ciutat fou breument capturat el 25 de novembre de 2006 pel RADF, un grup rebel, i després recapturada l'endemà pel govern, juntament amb la propera Abéché que havia estat capturada per un altre grup rebel, la UFDD. El 16 de juny de 2008, la ciutat fou escenari d'una batalla entre els rebels i les forces del govern, guanyant els primers.

## Demografia
|      | Població |
| ---- | -------- |
| 1993 | 8 100    |
| 2009 | 23 472   |